# Podílový list
Podílový list je majetkový cenný papír, který dokládá vlastnictví nebo spoluvlastnictví majetku v otevřeném nebo uzavřeném podílovém fondu. Jedná se o prostředek kapitálového trhu.

## Upisování cenných papírů ve fondech
Otevřený podílový fond je fond, který je tvořen svým jměním, přičemž nemá právní osobnost. Investoři do něj mohou investovat trvale (životnost některých otevřených podílových fondů je i více než 100 let).
Uzavřený podílový fond je fond, který vypíše takzvané upisovací období, kdy je možno investovat, a buď na konci upisovacího období, nebo při dosažení potřebného kapitálu se uzavře a již není možno do něj kapitálově vstoupit. Takový uzavřený podílový fond je vytvořen na dobu určitou a po uplynutí této doby je fond vyplacen i s případnými zisky nebo ztrátami a zrušen.
Podílové listy vydává (emituje) administrátor fondu, přičemž podílový list představuje podíl podílníka na podílovém fondu a spojuje s ním práva podílníka z toho plynoucí. Podílový fond je založen v souladu se zákonem o investičních společnostech a fondech. Tento fond shromáždí peníze od investorů (občanů, firem) formou prodeje svých podílových listů a s takto získaným kapitálem začne obchodovat na burze, nakupovat a prodávat cenné papíry a další finanční instrumenty – cílem jejího snažení je dosažení zisku, ze kterého pak vyplácí vlastníkům podílových listů podíly. Běžně bychom označili takovou činnost za finanční spekulace. Občané a firmy chtějí zhodnocovat své peníze a aktivně se bránit inflaci, pokud si však netroufají obchodovat s cennými papíry sami, využijí tuto formu kolektivního investování.

## Podílové listy v ČR
Zákon o kolektivním investování podílový list definuje jako "cenný papír, který představuje podíl podílníka na majetku v podílovém fondu a se kterým jsou spojena další práva plynoucí z tohoto zákona nebo statutu".
Podílové fondy v Česku prošly v roce 2000 až 2002 dvěma významnými procesy:
1. přelicencování dozorčím orgánem kapitálového trhu. Tímto orgánem v té době byla v České republice Komise pro cenné papíry (nyní již zaniklá, její pravomoci převzala Česká národní banka), která procesem přelicencování udělala v podstatě inventuru subjektů kapitálového trhu a řadě fondů vzniklých v době kupónové privatizace odebrala licence.
2. otevírání fondů – přeměna uzavřených na otevřené. Základní rozdíl je v tom, že otevřený fond má ze zákona povinnost na žádost vlastníka podílového listu tento list odkoupit zpět. Změna na otevřené podílové fondy má tedy pomoci především těm vlastníkům podílových listů, které se neobchodovaly na veřejných trzích.
Oba tyto procesy měly za účel český kapitálový trh zpřehlednit, zlikvidnit (peníze mají obíhat a ne být umrtvené v neprodejných cenných papírech) a přiblížit světových standardům.

## Práva podílníků
Práva spojená s vlastnictvím podílových listů:
- právo na podíl na zisku
- právo účastnit se valné hromady fondu, ovšem bez hlasovacího práva
- právo na přednostní nákup nově emitovaných podílových listů
- právo na podíl na likvidačním zůstatku v případě likvidace společnosti